# Hegemus vittatus
Hegemus vittatus är en skalbaggsart som beskrevs av Bates 1888. Hegemus vittatus ingår i släktet Hegemus och familjen Cetoniidae. Inga underarter finns listade i Catalogue of Life.